# Tympanotonos fuscatus
Tympanotonos fuscatus là một loài ốc biển, là động vật thân mềm chân bụng sống ở biển thuộc họ Potamididae.

## Phân bố
Loài này phân bố ở biển dọc theo Angola, Cabo Verde, Gabon và generally Tây Phi.